# Peabody, Massachusetts

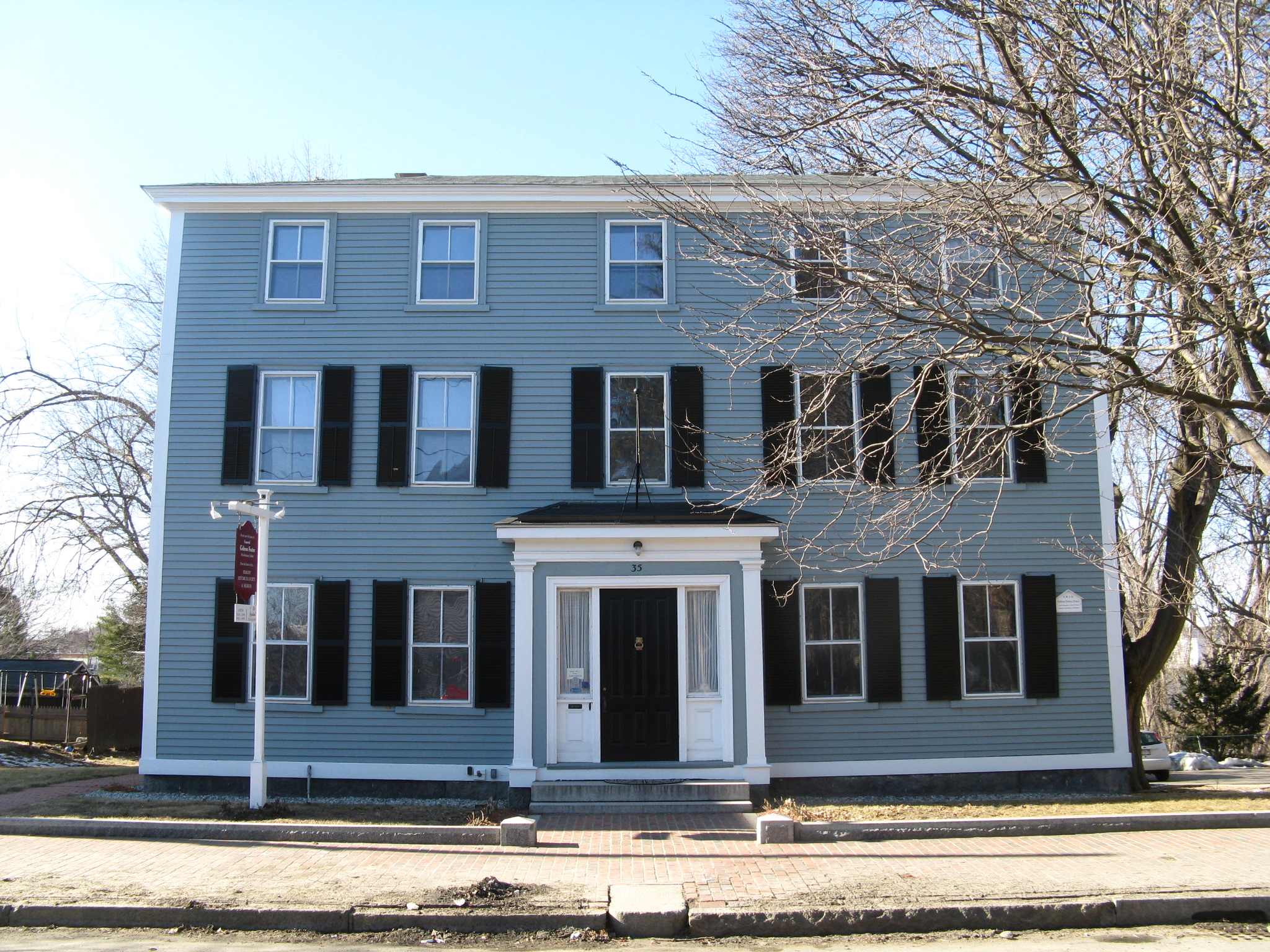

Peabody, stad i Essex County, Massachusetts, USA med cirka 48 129 invånare (2000). Den har enligt United States Census Bureau en area på 43,7 km².